# Prowincja Ubon Ratchathani
Ubon Ratchathani (taj. อุบลราชธานี) – jedna z prowincji (changwat) Tajlandii. Sąsiaduje z prowincjami Sisaket, Yasothon i Amnat Charoen oraz laotańskimi prowincjami Saravane, Champasak i kambodżańską prowincją Preah Vihear.